# الکساندر سدلار
الکساندر سدلار (سیریلیک صربی: Александар Седлар؛ زادهٔ ۱۳ دسامبر ۱۹۹۱) بازیکن فوتبال اهل صربستان است که در پست مدافع میانی برای تیم تراکتور در لیگ برتر خلیج فارس بازی می‌کند.
وی همچنین در تیم ملی فوتبال صربستان بازی کرده است.

## دوران باشگاهی

### دوران ابتدایی
سدلار که در نووی ساد به دنیا آمد، از آکادمی وویوودینا فارغ‌التحصیل شد. او دوران حرفه‌ای خود را با بازی در باشگاه‌های محلی بوراتس نووی ساد و ایندکس نووی ساد آغاز کرد. سپس به وترنیک در لیگ صربستان وویوودینا پیوست، جایی که در فصل لیگ صربستان وویوودینا ۲۰۱۱–۱۲، ۱۴ بازی انجام داد.

### متالاک گورنی میلانوواتس

#### فصل ۲۰۱۳–۲۰۱۲
سدلار برای فصل لیگ دسته اول صربستان ۲۰۱۳–۲۰۱۲ به متالاک گورنی میلانوواتس پیوست. او ۲۱ بازی در لیگ و ۲ بازی در جام حذفی انجام داد.

#### فصل ۲۰۱۴–۲۰۱۳
برخلاف فصل قبل که بیشتر در پست هافبک بازی می‌کرد، در این فصل سدلار اغلب به عنوان مدافع به کار گرفته شد. گاهی به عنوان مدافع کناری و گاهی در پست مدافع میانی بازی کرد، اما در نیم‌فصل اول فقط ۳ بار در لیگ و یک بار در جام حذفی به میدان رفت. با تغییر سرمربی و تغییر سیستم به دفاع سه نفره، سدلار در تمام مسابقات نیم‌فصل دوم به میدان رفت و نقشی مشابه امره جان در لیورپول در فصل فصل ۲۰۱۵–۲۰۱۴ لیورپول ایفا کرد. او در مجموع ۲۰ بازی، شامل ۱۸ بازی لیگ، یک بازی جام حذفی و یک بازی پلی‌آف انجام داد.

#### فصل ۲۰۱۵–۲۰۱۴
در فصل لیگ دسته اول صربستان ۲۰۱۵–۲۰۱۴، سدلار یکی از بازیکنان کلیدی تیم بود و در ۲۶ بازی لیگ به میدان رفت. او در همهٔ این بازی‌ها به عنوان بازیکن ثابت وارد زمین شد و ۲ گل برابر یدینستوو پوتوی و یاوور ایوانیتسا به ثمر رساند. همچنین ۲ بازی جام حذفی مقابل ناپرداک کروشواتس و وژدوواتس و ۲ بازی پلی‌آف انجام داد و در پایان با متالاک به سوپرلیگ فوتبال صربستان صعود کرد.

### پیاست گلیویتسه
سدلار در ژوئن ۲۰۱۶ با قراردادی سه‌ساله به پیاست گلیویتسه در لیگ اکسترا کلاسای لهستان پیوست.

### رئال مایورکا
در ۱۲ ژوئیهٔ ۲۰۱۹، سدلار به عنوان بازیکن آزاد با قراردادی چهار ساله به رئال مایورکا در لالیگا پیوست.

### دپورتیوو آلاوس
در ۵ ژوئیهٔ ۲۰۲۲، سدلار با پایان قراردادش با رئال مایورکا، با قراردادی دو ساله به دپورتیوو آلاوس در سگوندا دیویسیون اسپانیا پیوست.

### تراکتور
در ۱۶ ژوئیهٔ ۲۰۲۵، سدلار به تراکتور، قهرمان فصل گذشتهٔ لیگ برتر خلیج فارس پیوست.